# بيم إن جي.درايف
بيم إن جي.درايف (بالإنجليزية: BeamNG.drive)‏ هي لعبة فيديو محاكاة السيارة من تطوير ونشر بيم إن جي جي إم بس إتش، صدرت في 29 ماي 2015 وتعمل على جهاز ويندوز.
فكرة اللعبة هي اختيار مركبة (سيارة)، ومستوى، وطريقًا، يتنافس اللاعب ضد لاعب آخر. في التجوال الحر، يمكن للاعبين استكشاف المستويات وتجربتها، مما يسمح لهم بتشغيل الأشياء والمركبات ووضعها والتعامل معها داخل المستوى.